# 芝木昌之進
芝木 昌之進（しばき しょうのしん、天保5年（1834年） - 明治26年（1893年）8月21日）は幕末・明治初期の加賀藩の英学者。維新後は昌平と名乗り、海軍省翻訳課に出仕した。

## 経歴
天保5年（1834年）加賀藩御細工者芝木権平の嫡子として金沢に生まれた。安政4年（1857年）定番御歩となり、壮猶館で鹿田文平の下、原書素読方御雇御用として兵学書等の素読を行った。
慶応元年（1865年）藩命で高峰譲吉、清水誠等50名と長崎に留学し、何礼之の私塾で英語を学んだ。慶応3年（1867年）4月帰郷し、壮猶館翻訳方、6月からは軍艦方役所英書素読方兼外国方として兵学、天文学、歴史学書等の翻訳に従事した。
明治元年（1868年）道済館で平田宇一と英語を教えたが、その教え方は三宅復一等渡英組にとって変則的であり、明治2年（1869年）致遠館で正則教育が始まると、残った生徒に挹注館で長野桂次郎と英語を教え、明治3年（1870年）中学東校に合併されると、変則課程で引き続き長野と英語を教えた。
明治4年（1872年）の廃藩置県後石川県貫属となったが、明治5年（1873年）8月20日上京して海軍省十等出仕として文書掛、後に翻訳課に勤めた。
明治18年（1885年）8月21日父権平が病没すると、同年帰郷し、明治21年（1888年）金沢高岡町に英文学館を開いて英語を教えた。明治26年（1893年）8月21日没。墓所は寺町四丁目実成寺。

## 編著
- 明治2年（1869年）『地球万国暦史』 - 佐賀県立図書館鍋島家文庫所蔵。後に日本で英語教材として広く普及するPeter Parley's Universal history, on the basis of geography.（『パーレー万国史』）の緒言部分を全国に先駆けて翻訳した[8]。
- 明治4年（1871年）『星学初歩附録』[7]
- 明治7年（1874年）『広益英倭字典』 - 鹿田文平の下で小池精一と途中まで編纂に関わった[9]
- 明治16年（1883年）『海軍秘書官必携』 - 1869年F. H. Chown編述[10]Secretary's Aidの翻訳[11]。
- 明治19年（1886年）『新撰英龢字敟』 - 井波他次郎編。編纂助力者として載る[12]。